# Неугомонная (фильм, 1957)
«Неугомонная» (в иных переводах — «Неукротимая», «Грубиянка») (яп. あらくれ, аракурэ; англ. Untamed) — японский чёрно-белый фильм-драма режиссёра Микио Нарусэ, вышедший на экраны в 1957 году. Экранизация романа Сюсэя Токуды.

## Сюжет
Неугомонная — это главная героиня фильма О-Сима, которая пытается реализовать свои мечты и надежды в таком тяжёлом для неё мужском мире.
Действие начинает развиваться в первый год периода Тайсё (1912 год, эпоха открытости и модернизации). О-Сима, прожившая в приёмной провинциальной семье, сосватана мелкому торговцу из Токио. Её мятежный характер очевиден, она сбежала от предыдущего парня, которого приёмные родители прочили ей в мужья. Она перечит и дерзит и своему супругу Цуру. Тем не менее, она работает в лавке супруга и всячески пытается угодить ему, но он довольно холоден с ней. Он изменяет ей с любовницей, а к О-Симе по ночам даже не притрагивается. Заканчивается всё это тем, что он отправляет её назад к родителям.
Родители, сами влачащие нищенское существование, просят брата О-Симы подыскать ей хорошую работу. Так она оказывается на севере Японии в услужении у богатого мужчины Хамая, владельца горного отеля. Вскоре она становится не только прислугой в отеле, но и любовницей хозяина. Однако по настоянию матери Хамая ей вскоре приходится покинуть и это место.
О-Сима возвращается в Токио, где устраивается швеёй на небольшую швейную фабрику. Однажды предприимчивая О-Сима подговаривает сослуживца Оноду покинуть фабрику, чтобы открыть своё ателье по пошиву одежды. Он становится её вторым мужем и совладельцем ателье. Уже вскоре О-Сима обнаруживает, что её муж Онода очень ленив. В то время как у них множество долгов после взятых кредитов на открытие производства и надо усердно трудиться, супруг может целыми днями бездельничать или спать. А однажды она проследила за ним и узнала, что он увлечён другой женщиной, да не кем-нибудь, а именно той самой Ою, извечной её соперницей, которую она ревновала ещё к первому мужу.
Неугомонная О-Сима хорошенько отлупив соперницу, после этого просто звонит и упреждает своего молодого портного, чтоб тот закрыл ателье и готовился к открытию другого предприятия на паях с ней. И приглашает нового бой-френда отдохнуть с ней на горячих источниках.

## В ролях
- Хидэко Такаминэ — О-Сима
- Кэн Уэхара — Цуру, первый муж О-Симы
- Дайскэ Като — Онода, второй муж О-Симы
- Масаюки Мори — Хамая, любовник О-Симы
- Мицуко Миура — Ою, соперница О-Симы
- Эйдзиро Тоно — отец О-Симы
- Тэруко Киси — мать О-Симы
- Сэйдзи Миягути — брат О-Симы
- Тацуя Накадай — Синкити, молодой портной
- Тиэко Накакита — сестра О-Симы
- Такэси Сакамото — Кисукэ, приёмный отец О-Симы
- Норико Хонма — Отора, приёмная мать О-Симы
- Акира Тани — Сакутаро
- Такаси Симура — хозяин мельницы

## Премьеры
- — национальная премьера фильма состоялась 22 мая 1957 года в Токио[1].
- — премьера в США 31 января 1958 года в Музее современного искусства (Нью-Йорк)[1].